# Ian Biederman
Ian Biederman (Boston, ...) è uno sceneggiatore e produttore televisivo statunitense.
Nato a Boston, è cresciuto a New York, laureandosi alla Northwestern University di Chicago. È autore di diversi episodi di serie televisive, tra cui Chicago Hope, Cinque in famiglia, Crossing Jordan e Law & Order - Unità vittime speciali. Nel 2006 è stato ideatore di Shark - Giustizia a tutti i costi.

## Filmografia

### Sceneggiatore
- Courthouse, serie TV (1995)
- Chicago Hope, serie TV, 4 episodi (1996-1997)
- Sorority, regia di Troy Miller – film TV (1999)
- Cinque in famiglia (Party of Five), serie TV, episodio 6x05 (1999)
- Breaking News, serie TV, episodio 1x04 (2002)
- Crossing Jordan, serie TV, 6 episodi (2002-2003)
- Law & Order - Unità vittime speciali (Law & Order: Special Victims Unit), serie TV, episodio 7x22 (2006)
- Shark - Giustizia a tutti i costi (Shark), serie TV, 38 episodi (2006-2008)
- Maggie Hill, regia di Stephen Hopkins – film TV (2009)
- The Whole Truth, serie TV, episodi 1x04 e 1x05 (2010)

### Produttore
- Chicago Hope, serie TV, 3 episodi (1998-1999)
- Cold Case - Delitti irrisolti (Cold Case), serie TV, 4 episodi (2003)
- Law & Order - Unità vittime speciali (Law & Order: Special Victims Unit), serie TV, episodio 7x18 (2006)
- Crossing Jordan, serie TV, 45 episodi (2001-2007)
- Shark - Giustizia a tutti i costi (Shark), serie TV, 38 episodi (2006-2008)
- Maggie Hill, regia di Stephen Hopkins – film TV (2009)
- The Whole Truth, serie TV, 5 episodi (2010)
- The Playboy Club, serie TV (2011-in corso)